# 12 d'Andròmeda
12 d'Andròmeda (12 Andromedae) és una estrella única de la constel·lació d'Andròmeda. Té una magnitud aparent de 5,30.